# Spree-Diamant
Die Spree-Diamant ist ein Fahrgastschiff der Berliner Reederei Riedel.

## Geschichte
Das Schiff wurde 2004 bis 2005 vom WMS Werft und Servicezentrum Mittelrhein in Remagen-Oberwinter gebaut. Die Überführungsfahrt nach Berlin dauerte vom 5. April bis zum 9. April 2005. Am 15. April 2005 wurde das Schiff von den Moderatoren Diana Holtorff und Jochen Trus des Privatsenders Spree-Radio Berlin an der Anlegestelle Märkisches Ufer getauft.
Die Unterdeckräume wurden als wasserdichte Raumzellen, als Doppelboden, gebaut. Vom Maschinenraum ist der stützenfreie Fahrgastraum schwingungsfrei getrennt, seine 1,40 Meter hohen Fenster lassen sich auf einer Breite von bis zu 8 Metern aufschieben. Er ist flexibel eingerichtet und kann auch für Festlichkeiten oder Konferenzen genutzt werden. Das Schiff verfügt über eine Küche, über einen Kühlraum und eine Tresenanlage. Konstruiert wurde das Schiff mit einer Fixpunkthöhe von 3,10 Metern, um die Brücken über den Landwehrkanal in Berlin passieren zu können. 2011 wurden die Hauptantriebsmaschine und das Bordstromaggregat mit zwei Dieselrußpartikelfiltern ausgerüstet.